# Anisotome
Anisotome – rodzaj roślin należący do rodziny selerowatych Apiaceae. Obejmuje 15 gatunków. Występują one na Nowej Zelandii i na wyspach Subantarktyki.

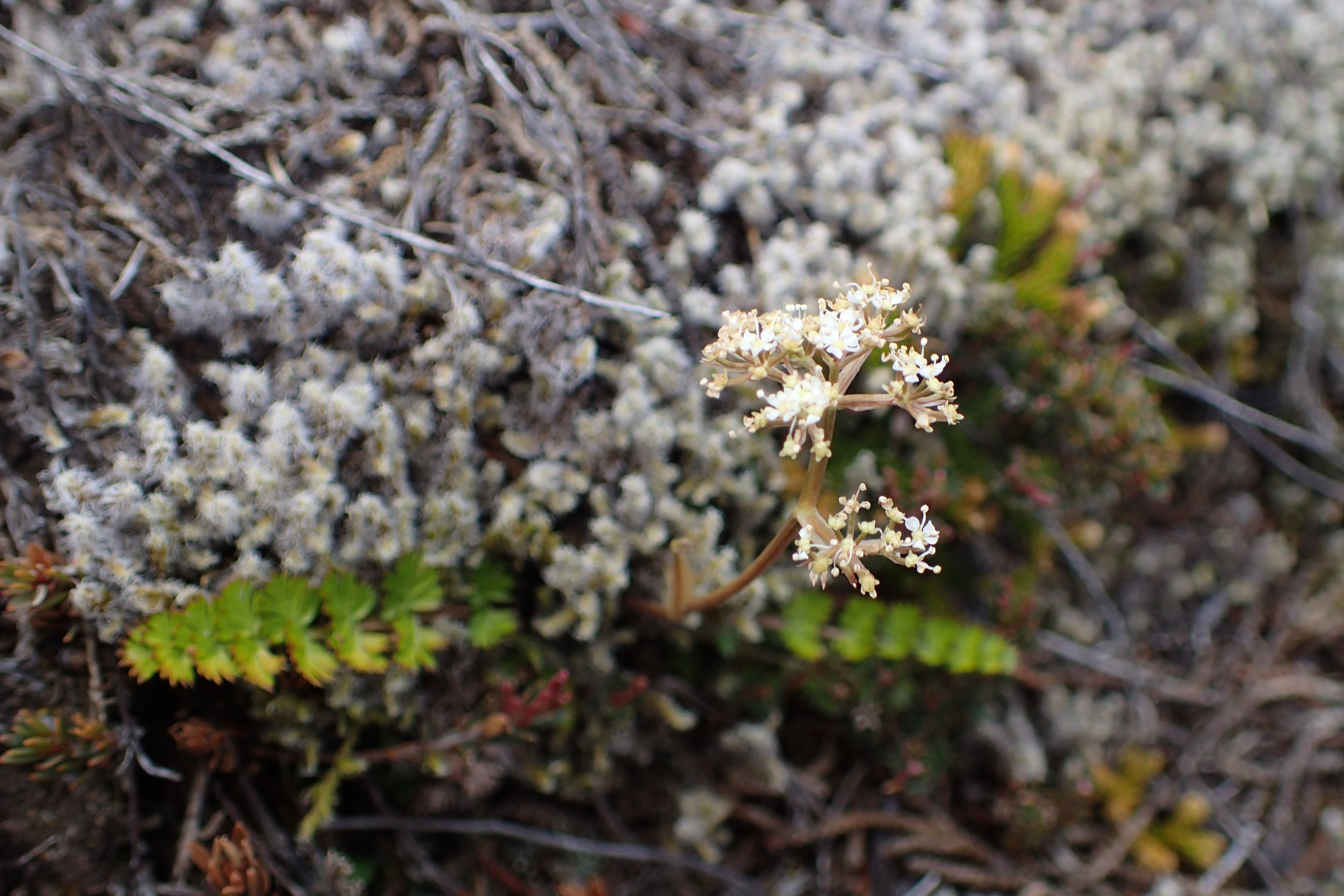
Anisotome aromatica

## Systematyka
Pozycja systematyczna
Rodzaj w obrębie rodziny selerowatych (baldaszkowatych) Apiaceae klasyfikowany jest do podrodziny Apioideae, plemienia Aciphylleae.
Wykaz gatunków (nazwy zaakceptowane według The Plant List)
- Anisotome acutifolia (Kirk) Cockayne ex Cheeseman
- Anisotome antipoda Hook.f.
- Anisotome aromatica Hook.f.
- Anisotome brevistylis (Hook.f.) Cockayne ex Cheeseman
- Anisotome capillifolia (Cheeseman) Cockayne ex Cheeseman
- Anisotome cauticola J.W.Dawson
- Anisotome deltoidea (Cheeseman) Cheeseman
- Anisotome filifolia (Hook.f.) Cockayne & Laing
- Anisotome flexuosa J.W.Dawson
- Anisotome haastii (F.Muell. ex Hook.f.) Cockayne & Laing
- Anisotome imbricata (Hook.f.) Cockayne ex Cheeseman
- Anisotome latifolia Hook.f.
- Anisotome lyallii Hook.f.
- Anisotome pilifera (Hook.f.) Cockayne & Laing
- Anisotome procumbens (F.Muell.) C.J.Webb